# Judah ben Bava
Judah ben Bava ou Judah ben Baba était un Tanna du IIe siècle, mort sous Hadrien à une époque proche de la Révolte de Bar Kokhba (132-135). Il est compté au nombre des « Dix Martyrs » tués par les romains après la destruction du Second Temple de Jérusalem en 70. La tradition a retenu qu'il a été tué par les troupes romaines à l'âge de soixante-dix ans pendant ce qui est appelé « la persécution d'Hadrien », probablement la répression de la révolte de 132-135 qui se terminera par la destruction de Jérusalem, l'expulsion de tous les juifs de la ville et de la région alentour et l'interdiction à tous juifs de pénétrer dans la nouvelle ville grecque appelée Ælia Capitolina construite sur une partie du site de la ville détruite et incluant le Mont du Temple (alors appelé le Mont Sion).

## Selon le Talmud et la tradition orale
Judah ben Bava était un rabbi du IIe siècle. Comme pour d'autres personnages de l'époque, connus uniquement via la tradition, il n'est pas possible de reconstituer une réelle biographie de Juda ben Baba. Il n'est connu que par la littérature rabbinique et notamment la Haggadah où il est un des sujets de nombreux dictons, légendes et midrash difficiles à interpréter. Il apparaît comme une autorité célèbre pour avoir eu comme surnom « le hassid » (le pieux) et il est souvent dit dans la tradition ultérieure que chaque fois que le Talmud parle de « hassid », c'est une référence, soit à lui, soit à son contemporain et disciple Juda bar Ilaï.
Rabbi Judah ben Bava a été tué par l'armée romaine sous l'empereur Hadrien alors qu'il aurait été âgé de soixante-dix ans. Dans le Talmud, une des versions de la mort de Judah ben Bava raconte qu'il a ordonné un certain nombre de rabbins à un moment où le gouvernement romain interdisait cette cérémonie. La peine encourue était l'exécution de l'officiant, des nouveaux rabbins et même la destruction de la ville où cela avait eu lieu. Une probable référence à la destruction de Jérusalem.
Néanmoins Judah ben Bava a réuni cinq disciples selon certaines versions, sept selon d'autres, suffisamment qualifiés pour l'ordination, il les a emmenés dans un défilé entre les villes de Usha et Shefara'm en Galilée et dûment ordonnés. Un des rabbins ordonnés par Rabbi Judah ben Bava fut Juda ben Ilaia, justement originaire de la ville de Usha. Pendant la cérémonie, il a été surpris par des soldats d'Hadrien. Il a alors dit à ses disciples de s'enfuir, mais lui-même était trop vieux. Selon la tradition juive, les soldats d'Hadrien aurait jeté 300 javelots sur lui, provoquant sa mort.
Il est l'auteur de plusieurs importantes décisions concernant la Halakha ('Eduy. vi.). En particulier, la décision selon laquelle un seul témoin de la mort de l'époux est suffisant pour permettre à la femme de se remarier (Hamburger, "R. B. T." ii. 451). Rabbi Akiva était son adversaire le plus puissant dans les disputes au sujet de la Halakha (Bacher, "Ag. Tan." i. 404).
Pendant huit ans jusqu'à sa mort (dix-huit selon d'autres versions), il n'aurait quasiment pas dormi et aurait jeûné pendant 26 années consécutives. Il a défié l'empereur romain en sa présence (Jellinek, "B. H." ii. 69; vi. 25s, 35).